# Antonio de Lezama y González del Campillo
Antonio de Lezama y González del Campillo (Laguardia, 1888 – Madrid, 1971) va ser un maçó, polític i periodista basc, posteriorment nacionalitzat xilè.

## Biografia
Va néixer en el si d'una família de profund tarannà liberal i progressista. Va començar la seva labor periodística el 1907 en el periòdic El Liberal. Durant la Gran Guerra, es va declarar aliadòfil. Són famoses les seves polèmiques literàries amb altres mitjans de tendència germanòfila. El 1919 juntament amb Luis de Oteyza, Antonio Zozaya You, Lluís de Zulueta i Escolano, Augusto Barcia Trelles, Pedro de Répide, Manuel Machado i Luis Salado entre d'altres, funden La Libertad, periòdic radical socialista.
D'idees radicals i anticlerical militant, es va oposar a la Dictadura de Primo de Rivera, i fou empresonat en diverses ocasions. Des de la lògia maçònica Danton núm. 7, va conspirar per a enderrocar a la dictadura. Va ser cofundador amb altres maçons importants Álvaro de Albornoz i Marcel·lí Domingo, del Partit Republicà Radical Socialista. En les eleccions a Corts Constituents, una vegada proclamada la Segona República Espanyola, va renunciar a la seva candidatura a favor de Manuel Bartolomé Cossío. Durant aquesta etapa va continuar la seva labor periodística com a subdirector del periòdic La Libertad.
En esclatar la guerra civil espanyola, va ser comissari polític en la 6a Divisió del Exèrcit republicà. Més tard va exercir el càrrec de director de l'Escola Superior de Comissaris de Guerra de l'Exèrcit del Centre. A l'ésser un alt comandament del cos de Comissaris Polítics, encarregats de l'adoctrinament ideològic de les tropes, i donades les seves idees maçòniques i anticlericals, per a evitar represàlies, cap al final de la contesa (març de 1939), va haver de refugiar-se precipitadament a l'ambaixada de Xile.
El 1941 s'exilia en Xile, on treballa en el periòdic La Hora, i col·labora amb Margarida Xirgú en la fundació de la Escuela Nacional de Teatro de Chile. Va obtenir la nacionalitat xilena el 1960. D'altra banda, va continuar amb la seva labor de proselitisme maçònic. El 1962 va ser designat director de La revista masónica de Chile, va aconseguir el Grau 33è i va contribuir a la fundació de la lògia Pentalpha núm. 119. Va ser membre de la Lògia Plus ultra Núm. 98 de Santiago de Xile.

## Obres
- Los caballeros de Alcántara en las tierras de odio y sangre: emocionante y trágico relato de la dolorosa página de Monte-Arruit. 1922
- La isla perdida: el castigo. Comedia dramática en tres actos. 1924
- La isla perdida: vidas maltrechas. Comedia dramática en cuatro actos. 1924
- El arco en la cueva. Novela. 1925
- El fanatismo católico: absurdos, mentiras y crímenes. 1962